# Simon (gato)
Simon (Hong Kong británico, c. 1947 – Londres, 28 de noviembre de 1949) fue un célebre gato marinero que sirvió en la Marina Real británica a bordo de la balandra de guerra HMS Amethyst. En 1949, durante el Incidente del Yangtsé, recibió la Medalla Dickin después de sobrevivir a un impacto de metralla, levantar la moral de la tripulación, y exterminar una infestación de ratas durante su servicio.

## Origen

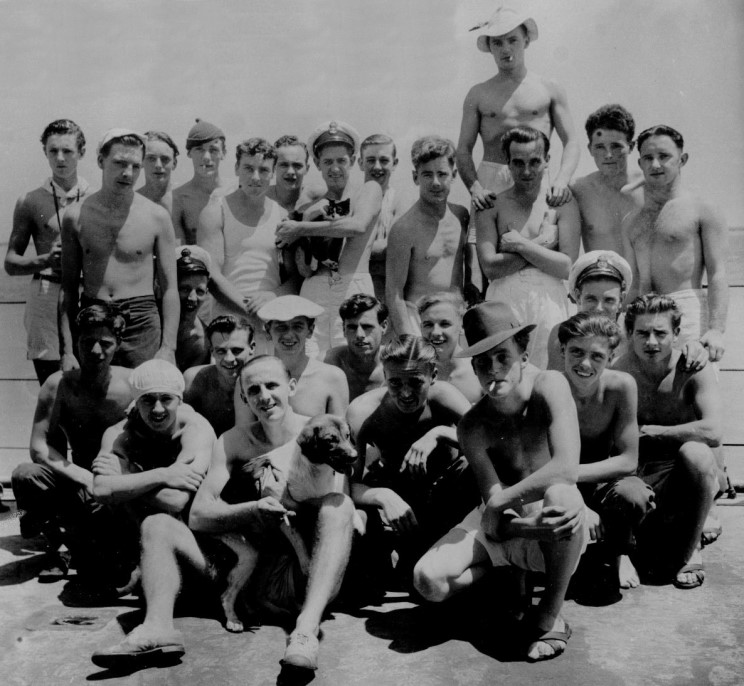
Tripulantes del HMS Amethyst en Rose Island durante el Incidente del Yangtsé. Simon aparece en brazos del marinero White. Guardsman Peggy, el perro mascota del barco, también recibió la medalla de campaña del Amethyst.

Simon fue encontrado vagando por los astilleros de Hong Kong en marzo de 1948 por el joven marino de diecisiete años George Hickinbottom, un miembro de la tripulación de la fragata británica HMS Amethyst atracada en la ciudad a finales de los años 40. En ese momento, se piensa que Simon tendría aproximadamente un año, y estaba desnutrido y enfermo. Hickinbottom coló el gato a bordo, y Simon pronto se ganó a la tripulación y los oficiales, particularmente porque era experto en atrapar y matar ratas en las cubiertas inferiores. Simon rápidamente obtuvo reputación de descarado, dejando regalos de ratas muertas en los catres de los marineros y durmiendo en la gorra del capitán.
La tripulación vio a Simon como una mascota de buena suerte y cuando el comandante del barco cambió, más tarde en 1948, el saliente Ian Griffiths dejó el gato a su sucesor, el teniente comandante Bernard Skinner, quién tomó de inmediato aprecio al amistoso animal. Sin embargo la primera misión de Skinner al mando del Amethyst era viajar río arriba por el Yangtsé hasta Nankín para reemplazar el navío de servicio allí, el HMS Consort. A mitad de la navegación el barco se vio envuelto en el Incidente del Amethyst, cuando las baterías de los comunistas chinos abrieron fuego sobre la fragata. Una de las primeras rondas atravesó la cabina del capitán, hiriendo gravemente a Simon. El teniente comandante Skinner murió de sus heridas poco después del ataque.
El gato malherido se arrastró por la cubierta en el fragor del combate, siendo llevado a la enfermería, donde el personal médico superviviente del barco limpió sus quemaduras, y le extrajeron cuatro trozos de metralla, pero no se esperaba que durara la noche. Sobrevivió, sin embargo, y después de un periodo de recuperación, regresó a sus deberes anteriores a pesar de afrontar la indiferencia del nuevo capitán, el teniente comandante John Kerans. Mientras estaba anclado en el río, el barco había sido invadido por las ratas, y Simon efectuó la tarea de exterminarlas con vigor, así como levantar la moral de los marineros.
Tras la huida del barco del Yangtsé, Simon se convirtió en una celebridad al instante, alabado en las noticias británicas y mundiales, y se le concedió la "Cruz Victoria Animal", la Medalla Dickin; Simon es el único gato en ganar el premio. También se le otorgó una medalla Blue Cross, la medalla de campaña del Amethyst, y el fantástico rango de 'Capaz seacat' (cf. Capaz seaman) después de acabar con una rata notoria conocida por la tripulación como "Mao Tse-tung". Le escribieron miles de cartas, tantas que el lugarteniente Stewart Hett fue nombrado "agente del gato" para gestionar el correo de Simon. En cada parada portuaria del Amethyst en su ruta de regreso a casa, Simon fue presentado con honores, y recibió una bienvenida especial en noviembre a su llegada a Plymouth cuando el barco arribó a Inglaterra. Simon, sin embargo, como todos los animales que se introducen en el Reino Unido, debía pasar la cuarentena, y fue inmediatamente enviado a un centro animal en Surrey. Congraciado con él, John Kerans pensaba adoptarlo después.

## Muerte
Durante la cuarentena, Simon contrajo un virus y, a pesar de las atenciones del personal médico y de miles de simpatizantes, murió el 28 de noviembre de 1949 de una complicación por una infección vírica en sus heridas de guerra. Su obituario fue publicado en The Times. Fue colocado en un pequeño ataúd entre algodones, cubierto por la Union Jack. Centenares de personas, incluyendo la tripulación al completo del HMS Amethyst, asistió a su funeral con honores navales en el PDSA Ilford Animal Cemetery en el este de Londres. Su lápida dice:
EN MEMORIA DE
"SIMON"
SIRVIÓ EN EL
H.M.S. AMETHYST
MAYO 1948 — NOVIEMBRE 1949
OTORGADA MEDALLA DICKIN
AGOSTO 1949
MURIÓ 28 NOVIEMBRE 1949

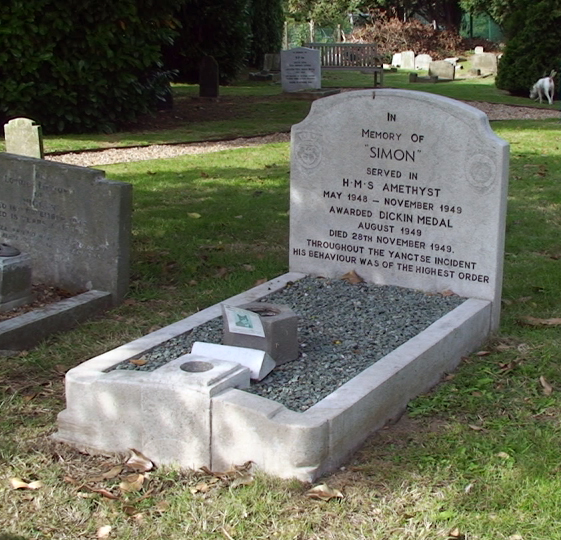
Tumba de Simon en el PDSA Animal Cemetery en Ilford.

DURANTE EL INCIDENTE DEL YANGTSE SU COMPORTAMIENTO FUE DE PRIMER ORDEN

## Condecoraciones y honores

### Medallas
La cita siguiente acompaña la cinta de la campaña del Amethyst:
[Por] servicio señalado y meritorio… con una sola mano y sin armas acosa y destruye a Mao Tse-tung una rata culpable de asaltar suministros de alimentos que eran extremadamente escasos. Además, se hace saber, que del 22 de abril al 4 de agosto, libró al HMS Amethyst de la pestilencia y las alimañas, con fidelidad implacable.

### Honores
Simon es también conmemorado con un arbusto plantado en su honor en la arboleda en memoria del incidente del Yangtsé en el National Memorial Arboretum en Staffordshire.
En 1950, el escritor Paul Gallico dedicó su novela Jennie a Simon.